# وارث افعی
وارث افعی (به انگلیسی: Inherit the Viper) یک فیلم درام و جنایی آمریکایی محصول سال ۲۰۱۹ به کارگردانی آنتونی جرجن، در اولین کارگردانی فیلم بلند خود، با بازی جاش هارتنت والری کری، مارگاریتا لیویوا، چندلر ریگز، بروس درن، والری کری، اوون تیگ و دش میهوک است.
وراث افعی اولین بار در جشنواره فیلم زوریخ ۲۰۱۹ اکران جهانی داشت و قبل از اینکه در ۱۰ ژانویه سال ۲۰۲۰ به صورت ویدئویی شود، با یک نمایش محدود اکران شد 

## داستان
برای خواهران و برادران کیپ و جوزی، معامله با مواد مخدر فقط تجارت خانوادگی آنها نیست - بلکه تنها وسیله زنده ماندن آنها است. وقتی یک معامله منجر به اشتباه شود، کیپ تصمیم می‌گیرد که برای همیشه …

## تولید فیلم
فیلم‌برداری اصلی در دسامبر ۲۰۱۷ آغاز شد.